# Rubus cyri
Rubus cyri är en rosväxtart som beskrevs av Juzepczuk. Rubus cyri ingår i släktet rubusar, och familjen rosväxter. Inga underarter finns listade i Catalogue of Life.